# Nathalie Beaux-Grimal
Pour les articles homonymes, voir Beaux et Grimal.
Nathalie Beaux-Grimal, née le 27 novembre 1960, est une philologue française spécialisée en égyptologie, chercheuse associée au Collège de France et à l’Institut français d'archéologie orientale (IFAO) du Caire. 

## Biographie
Nathalie Beaux est la petite fille du parfumeur Ernest Beaux. À l'âge de onze ans, sa visite de Soleb avec ses parents lui apparaît comme une révélation.
Elle fait ses études à l'université Yale puis obtient un doctorat d’égyptologie sous la direction de Jean-Claude Goyon de l'université Lumière-Lyon-II avec une thèse intitulée Recherches sur les représentations botaniques et zoologiques des salles dites « Jardin botanique » du temple d’Amon-Rê à Karnak (1989).
Elle est, de 1997 à 2005, professeure coordinatrice  de la filière francophone d’égyptologie à la faculté d’archéologie de l’université du Caire à Gizeh.
Dans le cadre des fouilles de l'IFAO, elle a participé à une mission sur le site de Deir el-Bahari, en collaboration avec Janusz Karkowski du Centre polonais d'archéologie méditerranéenne (PCMA) de l'université de Varsovie.
Elle a organisé le colloque « Image et conception du monde dans les écritures figuratives » tenu au Collège de France les 24 et 25 janvier 2008.

### Vie personnelle
Chrétienne orthodoxe, elle épouse son homologue Nicolas Grimal en 1995.

## Publications
- Le cabinet de curiosités de Thoutmôsis III : plantes et animaux du « Jardin botanique » de Karnak, Louvain, Peeters, coll. « Orientalia Lovaniensia Analecta » (no 36), 1990, 349 p. (ISBN 90-6831-268-5, présentation en ligne)Prix Bordin de l’Académie des inscriptions et belles-lettres, 1991
- « Ennemis étrangers et malfaiteurs égyptiens : la signification du châtiment au pilori », Bulletin de l'Institut français d'archéologie orientale (BIFAO), no 91,‎ 1992, p. 33-53
- avec Janusz Karkowski, « La chapelle d’Hathor du temple d’Hatchepsout à Deir el-Bahari », BIFAO, no 93,‎ 1993, p. 7-25 ;
- « La Douat dans les textes des pyramides : Espace et temps de gestation », BIFAO, no 94,‎ 1994, p. 1-6
- « La pintade, le soleil et l’éternité : À propos du signe G 21 », BIFAO, no 104,‎ 2004, p. 21-38
- Nathalie Beaux, Moïse et le Christ, Les éditions du Cerf, 2010, 148 p. (ISBN 978-2204092340)
- Nathalie Beaux, Chapelle d'Hathor temple d'Hatchepsout à Deir el-Bahari II, IFAO, 2016, 260 p. (ISBN 978-2724706857)
- Nathalie Beaux, Son parfum : le roman inspiré de la vie d'Ernest Beaux, créateur du N°5 de Chanel (livre audio), Voolume, 2023